# 摩差

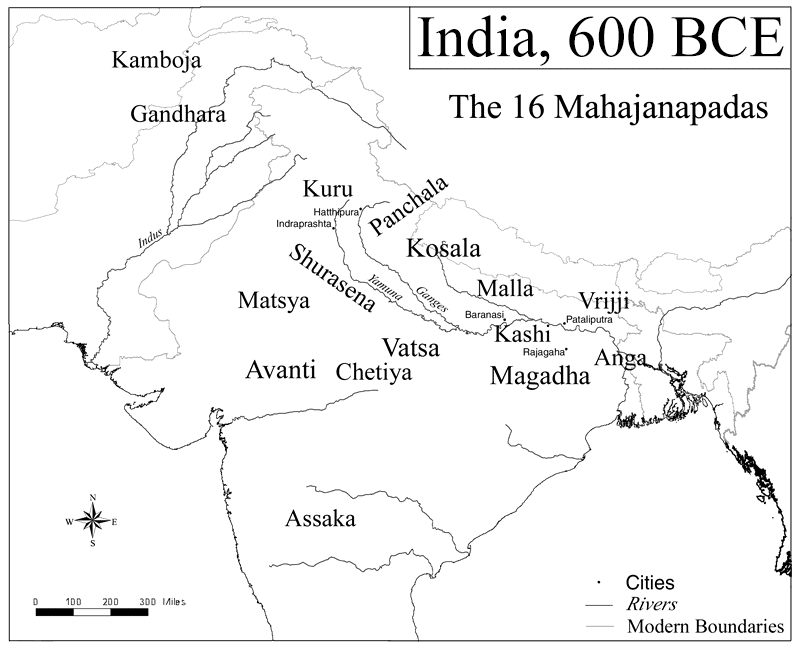
印度十六大國

摩差國（意為「魚」），又譯摩蹉國，是古代印度十六大國之一，位於俱盧國的南方，亞穆納河的的西岸，河的對岸是般闍羅國，西部地區是昌巴爾河北岸的丘陵地帶。在巴利文獻中，摩差國與蘇羅娑國關係密切。
在印度史詩摩訶婆羅多中，摩差國國王是至上公主（उत्तरा）之父毗羅吒，般度族曾隱藏身份在他的宮廷里充當僕役，後在俱盧之戰中被德羅納殺死。